# Laguna del Perro
La laguna del Perro está ubicada en la periferia sur de la ciudad de Pichilemu, Región de O'Higgins con un área aproximada de 28 hectáreas (0,28 km²) y una profundidad máxima de 11,1 m, con la que alcanza un volumen de aproximadamente 1.8 Hm. 
Lleva el nombre a la mitología chilena del cuero del agua. Cuenta la historia que un hombre de la zona, llevó a su ganado de ovinos a tomar agua a la laguna, y de pronto sale un cuero de las profundidades y se lleva a uno de los terneros, el hombre en su afán de recuperar el ternero que el cuero del agua le estaba quitando, comienza a pelear con el cuero para que suelte a su ternero, entonces el cuero del agua suelta al ternero y se aferra al hombre que estaba junto a él, en ese momento miraba el perro del hombre que estaba al orilla de la laguna como su amó estaba siendo llevado a las profundidades de la laguna para ser devorado por el cuero del agua, y de manera valiente y segura se va contra el cuero del agua dándole una gran mordida que provoca que suelte a su amó y se aferre a él, luego el hombre logra salir de la laguna y puede ver como su valiente perro era llevado a las profundidades salvando la vida de su amó. En honor a ese valiente perro lleva el nombre de "Laguna del Perro"

## Población, economía y ecología

### Estado trófico
La eutrofización es el envejecimiento natural de cuerpos lacustres (lagos, lagunas, embalses, pantanos, humedales, etc.) como resultado de la acumulación gradual de nutrientes, un incremento de la productividad biológica y la acumulación paulatina de sedimentos provenientes de su cuenca de drenaje.: 4  Su avance es dependiente del flujo de nutrientes, de las dimensiones y forma del cuerpo lacustre y del tiempo de permanencia del agua en el mismo.: 24  En estado natural la eutrofización es lenta (a escala de milenios), pero por causas relacionadas con el mal uso del suelo, el incremento de la erosión y por la descarga de aguas servidas domésticas entre otras, puede verse acelerado a escala temporal de décadas o menos.: 4  Los elementos y propiedades característicos del estado trófico son fósforo, nitrógeno, turbiedad, DBO5 y clorofila. Una medición objetiva y frecuente de esos elementos y características es necesaria para la aplicación de políticas de protección del medio ambiente. 
La clasificación trófica nombra la concentración de esos elementos bajo observación (de menor a mayor concentración): ultraoligotrófico, oligotrófico, mesotrófico, eutrófico, hipereutrófico. Ese es el estado trófico del elemento en el cuerpo de agua. Los estados hipereutrófico y eutrófico son estados no deseados en el ecosistema, debido a que los bienes y servicios que nos brinda el agua (bebida, recreación, entre otros) son más compatibles con lagos de características ultraoligotróficas, oligotróficas o mesotróficas.: 14 
Según un informe de la Dirección General de Aguas del año 2018, la laguna El perro tiene condiciones eutróficas según parámetros de clorofila.: 21 